# فلمينات الزئبق
فلمينات الزئبق هي مادة متفجرة أولية. وهي حساسة جدا للاحتكاك والصدمات وهي تستخدم بشكل أساسي لتحفيز كبسولة أو شعيلة القدح في البندقية وكبسولات النسف. ومع أن سيانات الزئبق الثنائي متشابهة مع فلمينات الزئبق في الصيغة الجزيئية إلا أنهما يختلفان من حيث توزع الذرات حيث أن السيانات وأيونات الفلمينات السالبة متصاوغان.

## روابط خارجية
- National Pollutant Inventory - Mercury and compounds Fact Sheet
- "300 years after discovery, structure of mercury fulminate finally determined". physorg.com. 24 أغسطس 2007. مؤرشف من الأصل في 2012-02-18.